# Строительный степлер

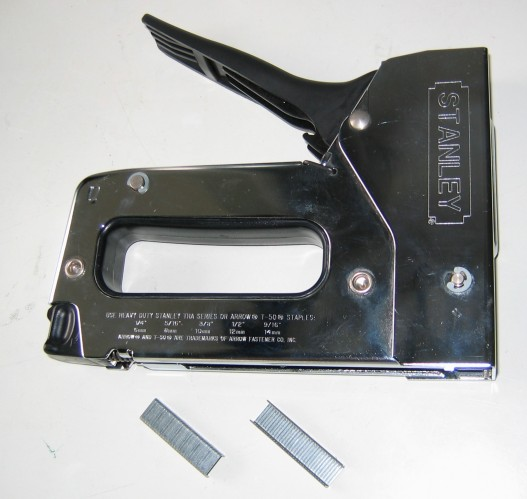
Строительный степлер и скобы к нему

Строительный степлер, скобозабиватель — инструмент для крепления путём прибивания скобами.

## Применение
Использование скоб обусловлено значительным увеличением (по сравнению, например, с гвоздями) площади, на которой скоба прижимает закрепляемый объект. Поэтому скобами часто крепят обивочную ткань к мебели, плакаты и картины
к стенам и щитам, оргалитовые задние стенки к шкафам, пароизоляцию к деревянным конструкциям.
Поскольку скобы хранятся внутри и для работы не требуется размашистых движений, крепить скобозабивателем в ряде случаев намного удобнее, чем молотком и гвоздями.

## Устройство
Механизм скобозабивателя содержит внутри пружину, которая сгибается и накапливает механическую энергию, а затем в течение короткого времени разгибается и использует высвобождающуюся энергию для забивания скобы. В отличие от офисного степлера, скоба мебельного не пробивает материал насквозь и концы её не загибаются, так как рассчитана на скрепление материалов, имеющих гораздо большую толщину, чем несколько листов бумаги у офисных степлеров.
Скобы хранятся внутри устройства. Они выпускаются склеенными в длинные пачки (порядка 100 штук в каждой) аналогично скобам для степлера. Скобы характеризуются такими параметрами как размер, материал (обычно сталь или латунь, определяется невооружённым взглядом по цвету), заточка концов (незаточенные скобы требуют намного бо́льшей энергии для забивания). Для крепления кабеля используются специальные скобы полукруглой формы. Помимо скоб применяются также специальные гвозди.
Некоторые модели скобозабивателей имеют на корпусе специальный выступ, служащий для извлечения скоб путём их подцепления.
Наиболее распространены электрические, аккумуляторные и механические скобозабиватели.

## Разновидности

### Механический
В механическом скобозабивателе пружина сгибается с помощью выступающего наружу рычага. При прохождении пружиной крайнего положения механизм отцепляет рычаг от пружины, при этом она резко разгибается и забивает скобу. При отпускании рычага на место прежней скобы подается новая и инструмент вновь готов к работе.

### Электрический
В электрическом скобозабивателе сгибание пружины осуществляется с помощью электрического привода, а для забивания достаточно нажать на кнопку, после чего автоматически производится повторное сгибание пружины и инструмент снова готов к работе. Поскольку случайное нажатие кнопки приводит к вылету скобы с достаточно высокой скоростью, электрические скобозабиватели обычно содержат специальный механизм, который не позволяет привести устройство в действие до тех пор, пока оно не будет прижато к поверхности.
Аккумуляторный скобозабиватель является разновидностью электрического скобозабивателя. Предоставляет пользователю возможность работать независимо от электрической сети при сохранении мощности электрического скобозабивателя. Выпускаются скобозабиватели с аккумуляторами напряжением 18 V, как литий-ионными (LiIon), так и никель-кадмиевыми (NiCd).

### Пневматический
Забивает скобы, используя силу сжатого воздуха. Используется на производстве.